# Falcon (семейство ракет-носителей)

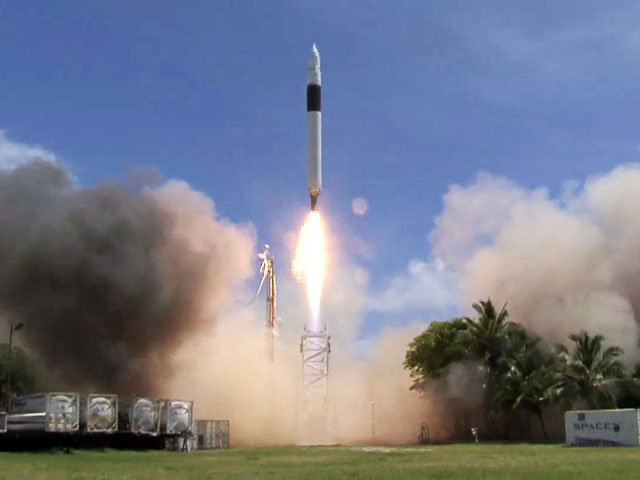
Falcon 1, четвёртый запуск

Falcon ([ˈfælkən], [ˈfɒlkən]; с англ. — «сокол») — серия ракет-носителей, разработанных американской компанией SpaceX. Все ракеты серии — двухступенчатые и используют жидкостные ракетные двигатели, топливными компонентами для которых являются керосин и жидкий кислород.
Свое название ракета получила в честь звездолета «Тысячелетний сокол» из фантастической эпопеи «Звездные войны».

## В эксплуатации

### Falcon 9 FT

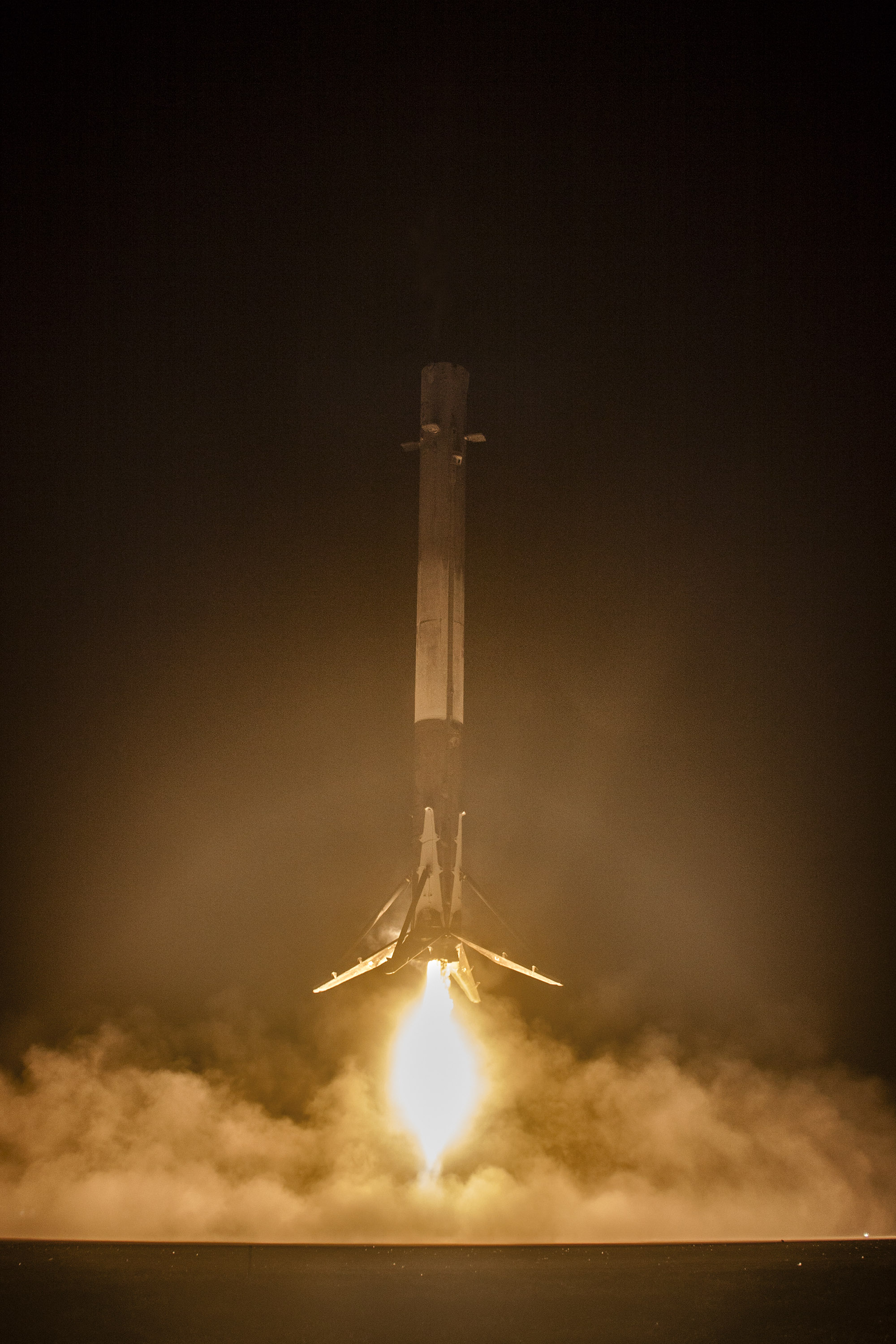
Посадка первой ступени

Третья версия ракеты-носителя Falcon 9 (также известная под названием Falcon 9 v1.2), призвана обеспечить возможность возврата первой ступени после запуска полезной нагрузки на любую орбиту, как низкую опорную, так и геопереходную.
Среди основных изменений: повышена тяга двигателей, сверхохлаждение компонентов топлива, удлинённая вторая ступень.
Ракета-носитель будет использована для запусков к МКС пилотируемого космического корабля Dragon V2, а также для запуска спутников на околоземную орбиту.
Первый запуск этой версии ракеты-носителя состоялся 22 декабря 2015 года. На орбиту были выведены 11 спутников Orbcomm-G2. В ходе миссии первая ступень вернулась к месту запуска и успешно приземлилась на площадке Посадочной зоны 1. Это первая в истории посадка на землю ступени орбитальной ракеты-носителя.

### Falcon Heavy

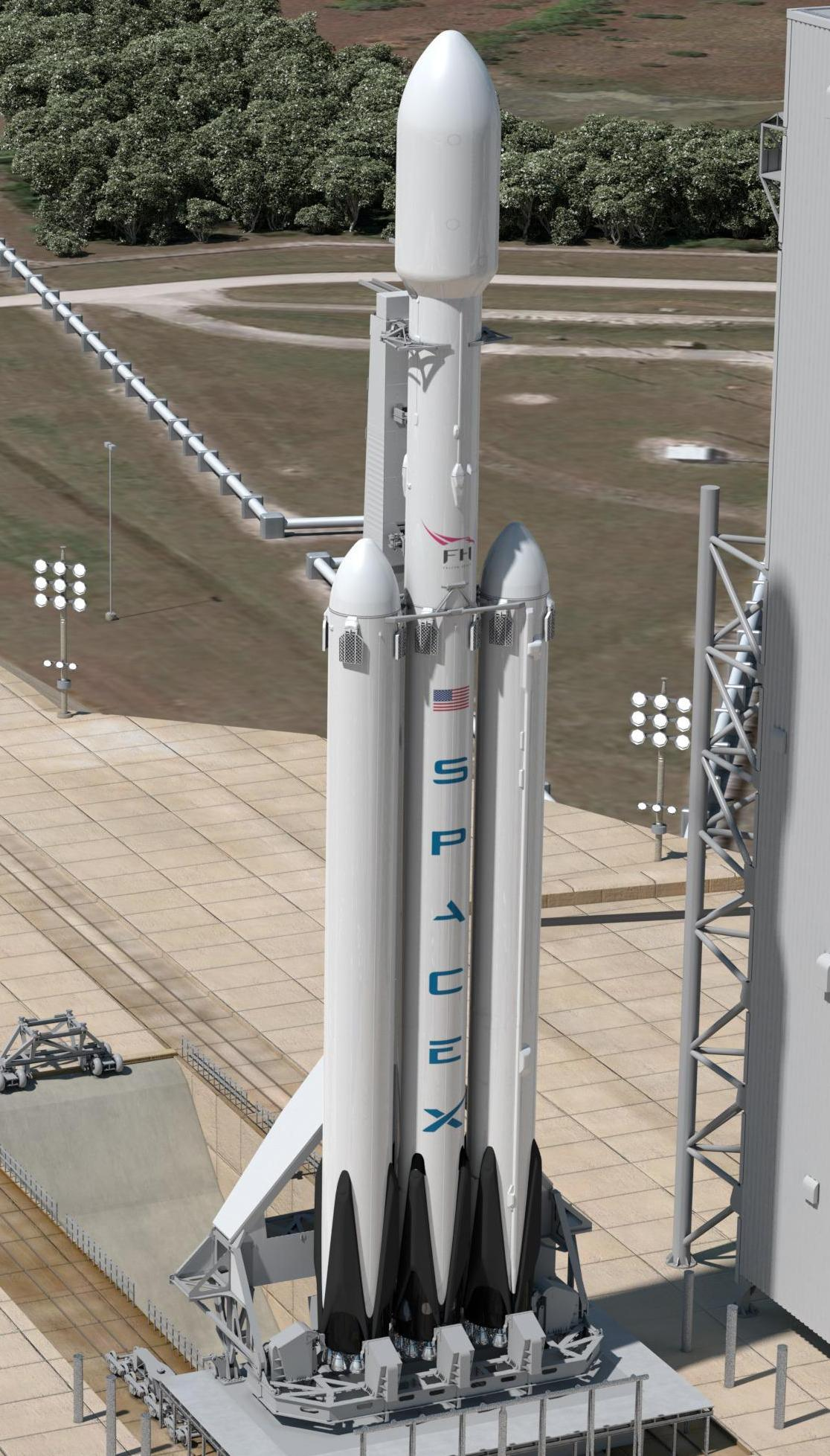
Falcon Heavy

Ракета-носитель тяжёлого класса, первый запуск произведён в феврале 2018 года.
По бокам структурно усиленной первой ступени Falcon Heavy присоединяются 2 ускорителя, каждый из которых является, по сути, первой ступенью Falcon 9 FT с конусным композитным обтекателем на верхушке. Таким образом, компания SpaceX будет производить только два разных типа первой ступени для своих ракет.
Как первая ступень, так и ускорители имеют полный набор элементов для управляемой посадки.
Первый тестовый запуск 6 февраля 2018 года был успешным: тестовая нагрузка была выведена на заданную гелиоцентрическую орбиту. При посадке два боковых ускорителя совершили успешную посадку; центральный ускоритель повредил посадочную платформу, не сумев запустить два двигателя (из трех, необходимых для посадки) и разбившись из-за столкновения с водой на большой скорости.

## Завершённые

### Falcon 1

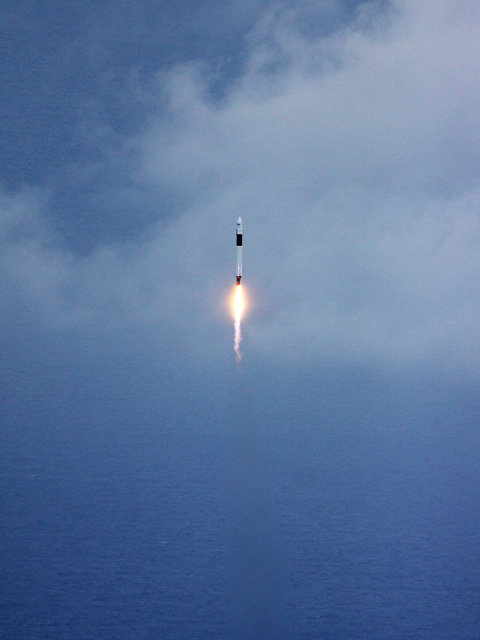
Последний запуск Falcon 1

Ракета-носитель легкого класса. Первая ракета-носитель, разработанная и запущенная компанией SpaceX. Первая частная ракета-носитель с жидкостными двигателями, которая вывела полезную нагрузку на околоземную орбиту.
Первая ступень была оборудована 1 двигателем Merlin 1C, вторая ступень использовала 1 двигатель Kestrel.
Всего было проведено 5 запусков Falcon 1, первые 3 из которых были неудачными.
28 сентября 2008 года в ходе 4-го запуска ракеты-носителя был успешно доставлен на расчётную орбиту макет полезной нагрузки.
В ходе 5-го и последнего запуска 14 июля 2009 года был доставлен на орбиту первый коммерческий спутник RazakSAT.

### Falcon 9 v1.0

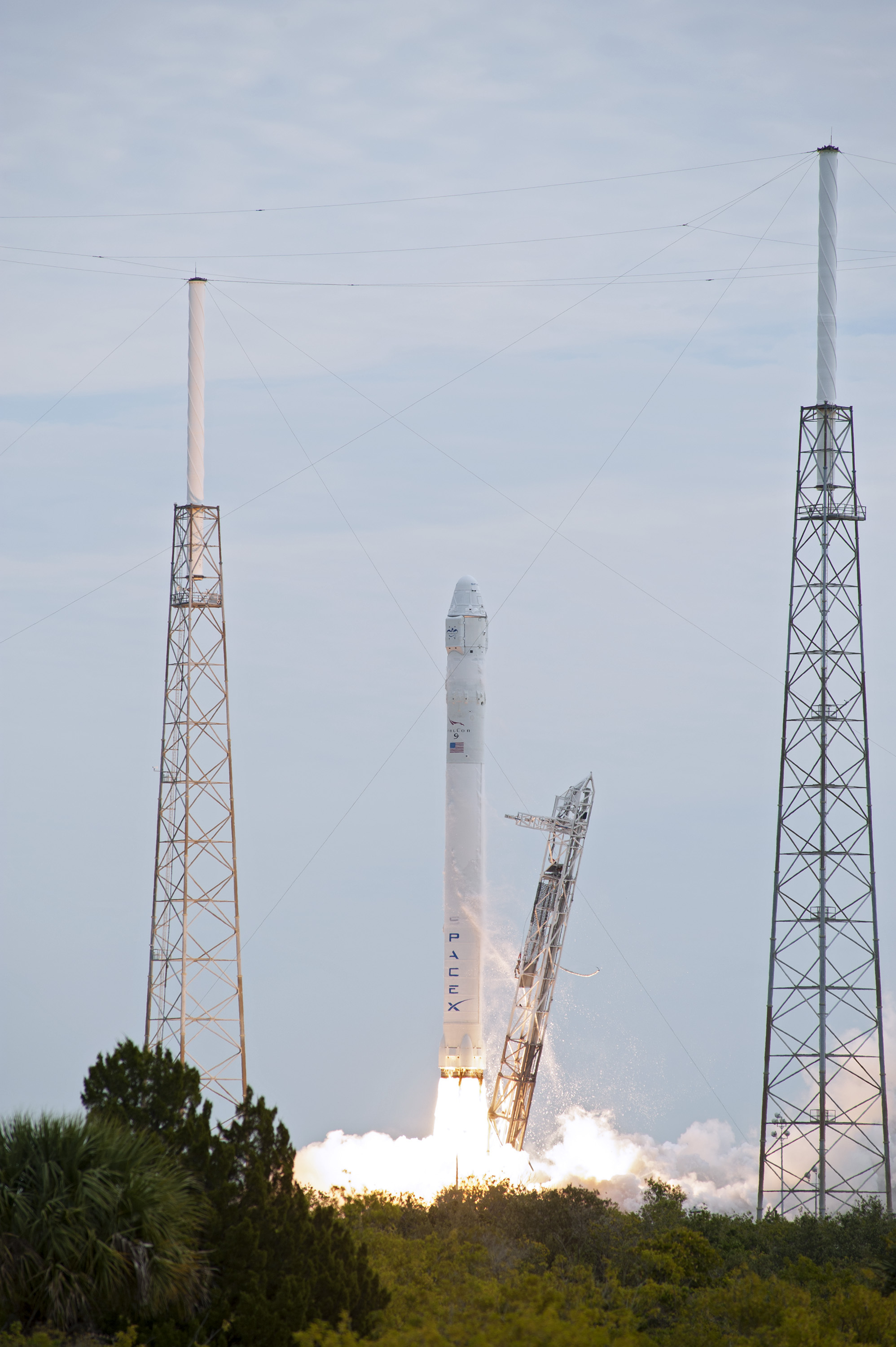
Последний запуск Falcon 9 v1.0

Первая версия ракеты-носителя Falcon 9, также известная как Block 1.
На первой ступени использовались 9 двигателей Merlin 1C. Вторая ступень использовала 1 двигатель Merlin 1C Вакуум.
Ракета использовалась для вывода на низкую околоземную орбиту грузового корабля Dragon.
Первый запуск состоялся 4 июня 2010 года, был запущен макет корабля Dragon.
Всего было осуществлено 5 запусков данной версии с 2010 по 2013 год.
Последний запуск данной версии ракеты-носителя состоялся 1 марта 2013 года, в рамках миссии SpaceX CRS-2.
Использование версии v1.0 было прекращено в 2013 году с переходом на Falcon 9 v1.1.

### Falcon 9 v1.1

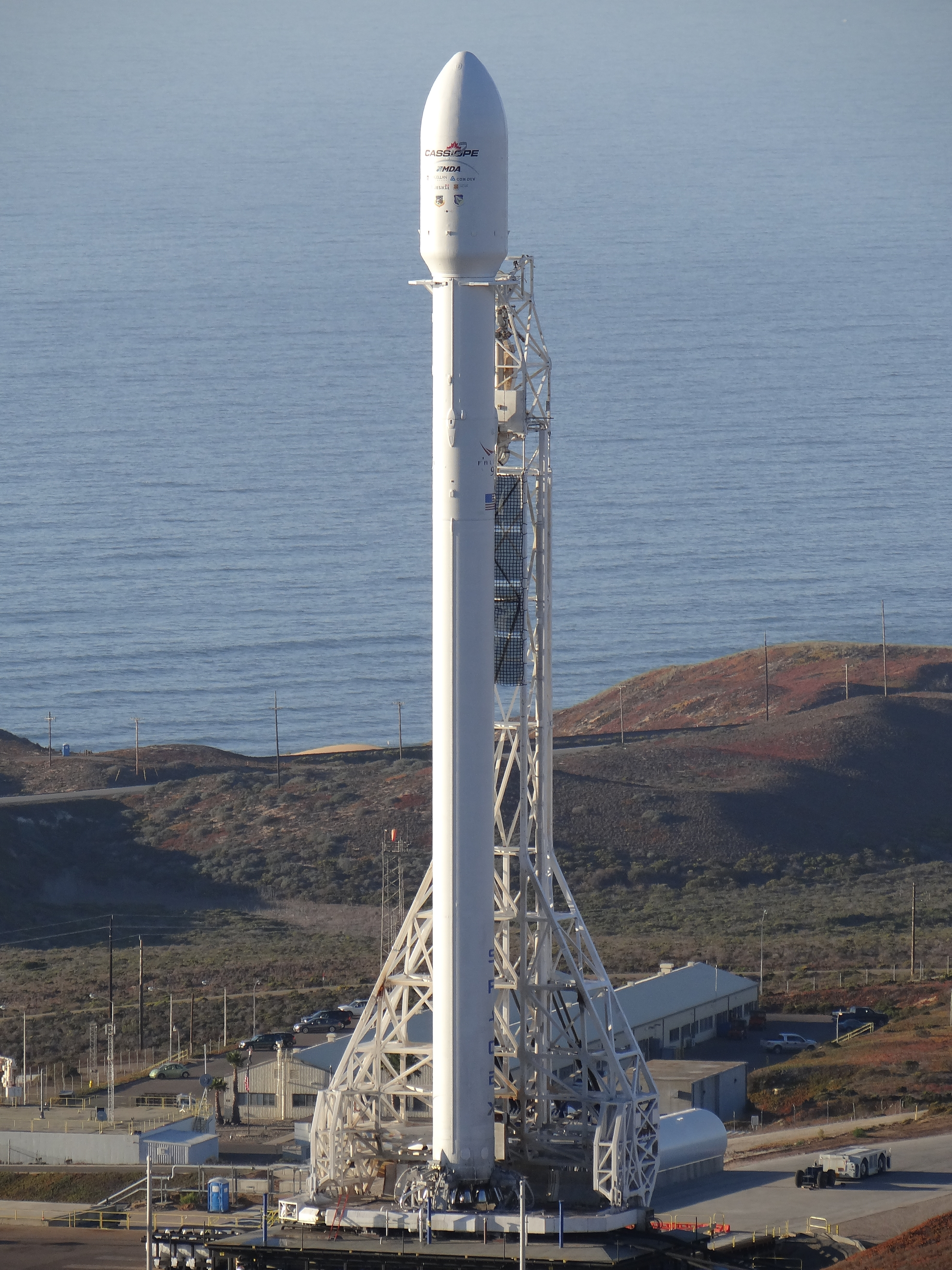
Falcon 9 v1.1, дебютный запуск

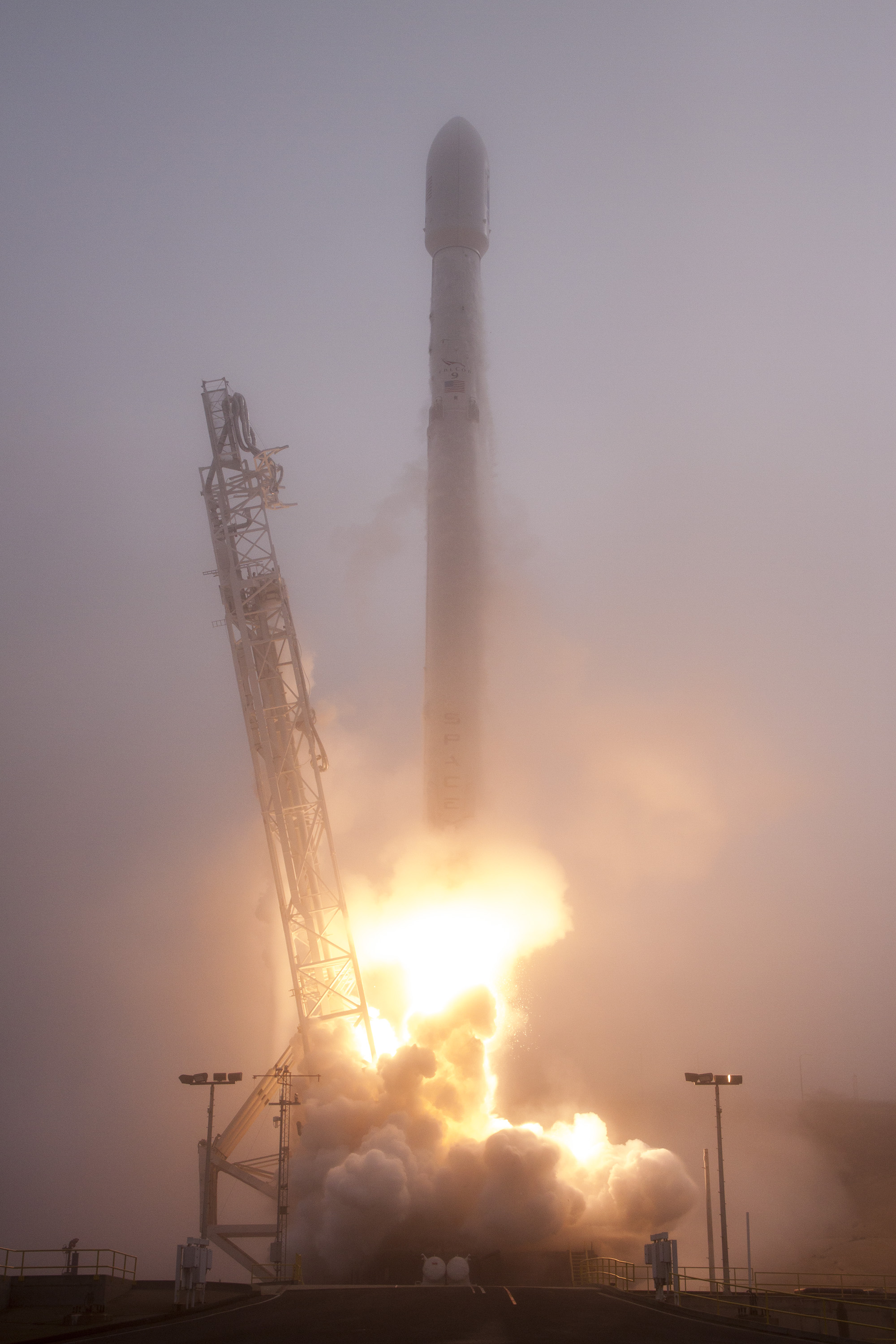
Последний запуск Falcon 9 v1.1

Вторая версия ракеты-носителя Falcon 9, пришедшая на смену версии 1.0. Новые двигатели Merlin 1D и удлинённые топливные баки позволили значительно повысить массу выводимой ракетой полезной нагрузки.
В модификация Falcon 9 1.1(R) первая ступень ракеты-носителя оборудована рядом дополнительных элементов (посадочные стойки, решетчатые рули-стабилизаторы, реактивная система управления), позволяющих ей возвращаться после разделения ступеней и осуществлять мягкую посадку.
Первый запуск данной версии состоялся 29 сентября 2013 года, со стартовой площадки SLC-4E на базе Ванденберг был запущен канадский спутник CASSIOPE.
Ракета-носитель используется для запусков космического корабля Dragon к Международной космической станции в рамках контракта с NASA, а также для запусков исследовательских аппаратов и коммерческих спутников.
Были проведены несколько посадок первой ступени на воду, а также 3 неудачные попытки приземлений ступени на плавающую платформу Autonomous Spaceport Drone Ship.
Последний запуск версии Falcon 9 v1.1 состоялся в 18:42 UTC 17 января 2016 года со стартовой площадки SLC-4E на базе Ванденберг, на орбиту был успешно запущен океанологический спутник Jason-3.
Всего произведено 15 запусков этой версии ракеты-носителя, один из которых завершился неудачно (см. SpaceX CRS-7).

### Grasshopper
Экспериментальная ракета вертикального взлета и вертикальной посадки, созданная компанией SpaceX на основе первой ступени Falcon 9, для тестирования технологий многоразового использования ракет-носителей. Запускалась на территории тестового полигона SpaceX недалеко от города Макгрегор, штат Техас.

## Отменённые

### Falcon 1e
По первоначальным планам SpaceX, эта ракета должна была заменить Falcon 1 с 2010 года. За счёт увеличившейся длины ракеты, лёгкого композитного обтекателя и улучшенных двигателей первой и второй ступеней масса выводимой на низкую опорную орбиту полезной нагрузки должна была достигать 1010 кг.
Впоследствии Falcon 1e была отменена в связи с низким спросом на данный носитель на рынке. Было принято решение сосредоточиться на более тяжёлых носителях Falcon 9 и Falcon Heavy.

### Falcon 5
Ракета-носитель с пятью двигателями Merlin 1C на первой ступени и одним двигателем на второй ступени изначально планировался как промежуточная версия между Falcon 1 и Falcon 9, однако еще в 2006 году было отдано предпочтение более тяжёлому носителю Falcon 9.

### Falcon 9 Air
В 2011 году компания Stratolaunch Systems анонсировала предварительное соглашение со SpaceX, планировалось использовать производную от Falcon 9 ракету с меньшим (4—5) количеством двигателей, для запуска с гигантского летящего самолёта-носителя.
27 ноября 2012 года компании сообщили о завершении сотрудничества.